# ژان کلود ون گینبرگ
ژان کلود ون گینبرگ (انگلیسی: Jean-Claude Van Geenberghe; ۱۷ نوامبر ۱۹۶۲ – ۹ مهٔ ۲۰۰۹) ورزشکار اهل بلژیک بود.

## حرفه
وی همچنین یکی از سوارکاران در المپیک تابستانی ۱۹۸۸، ۱۹۹۲ و ۲۰۰۸ بوده‌است.